# Jure Bogataj
Jure Bogataj (Kranj, 26. travnja 1985.), slovenski skijaš skakač. 
Prve je bodove u svjetskom kupu osvojio 15. siječnja 2005. kad je bio 18. u Kulmu. Na svjetskom prvenstvu 2005. u Oberstdorfu osvojio je broncu na maloj skakaonici u momčadskoj konkurenciji, skačući s Peterkom, Benkovičem i Damjanom. Na velikoj je skakaonici na tom prvenstvu osvojio 28. mjesto u pojedinačnoj konkurenciji. 

## Vanjske poveznice
- Jure Bogataj  Arhivirana inačica izvorne stranice od 28. siječnja 2015. (Wayback Machine) na stranicama Međunarodne skijaške federacije